# Risøyna
Ne doit pas être confondu avec Risøyna (Fjell) ou Risøyna (Lindås).
Risøyna est une île norvégienne du comté de Hordaland appartenant administrativement à Kjerrgarden.

## Description
Rocheuse et couverte d'arbres, elle s'étend sur environ 918 m de longueur pour une largeur approximative de 400 m.